# أود ويذ
أود ويذ هو سياسي نرويجي، ولد في 16 مايو 1921 في Kjelvik ‏ في النرويج، وتوفي في 19 يوليو 2006. نشط حزبياً في الحزب الديمقراطي المسيحي.

## مناصب
- انتخب County Governor of Nordland ‏ (1983 – 1991).
- انتخب عضو برلمان النرويج  [لغات أخرى]‏ عن دائرة نورلان وقد انضم خلال فترته النيابية ‏ (1981 – 1985) للكتلة البرلمانية الحزب الديمقراطي المسيحي.
- انتخب عضو برلمان النرويج  [لغات أخرى]‏ عن دائرة نورلان وقد انضم خلال فترته النيابية ‏ (1977 – 1981) للكتلة البرلمانية الحزب الديمقراطي المسيحي.
- انتخب نائب عضو برلمان النرويج  [لغات أخرى]‏ عن دائرة نورلان وقد انضم خلال فترته النيابية ‏ (1969 – 1973) للكتلة البرلمانية الحزب الديمقراطي المسيحي.
- انتخب نائب عضو برلمان النرويج  [لغات أخرى]‏ عن دائرة نورلان وقد انضم خلال فترته النيابية ‏ (1961 – 1965) للكتلة البرلمانية الحزب الديمقراطي المسيحي.
- انتخب عضو برلمان النرويج  [لغات أخرى]‏ عن دائرة نورلان وقد انضم خلال فترته النيابية ‏ (1973 – 1977) للكتلة البرلمانية الحزب الديمقراطي المسيحي.